# فرد ستوكس
فرد ستوكس (بالإنجليزية: Fred Stokes) هو لاعب كرة قدم أمريكية أمريكي، ولد في 14 مارس 1964 في فيداليا في الولايات المتحدة.

## وصلات خارجية
- فرد ستوكس على موقع مرجع كرة القدم المحترفة.كوم (الإنجليزية)